# ارتش آزادی‌بخش کوزوو

نشان‌واره ارتش آزادی‌بخش کوزوو

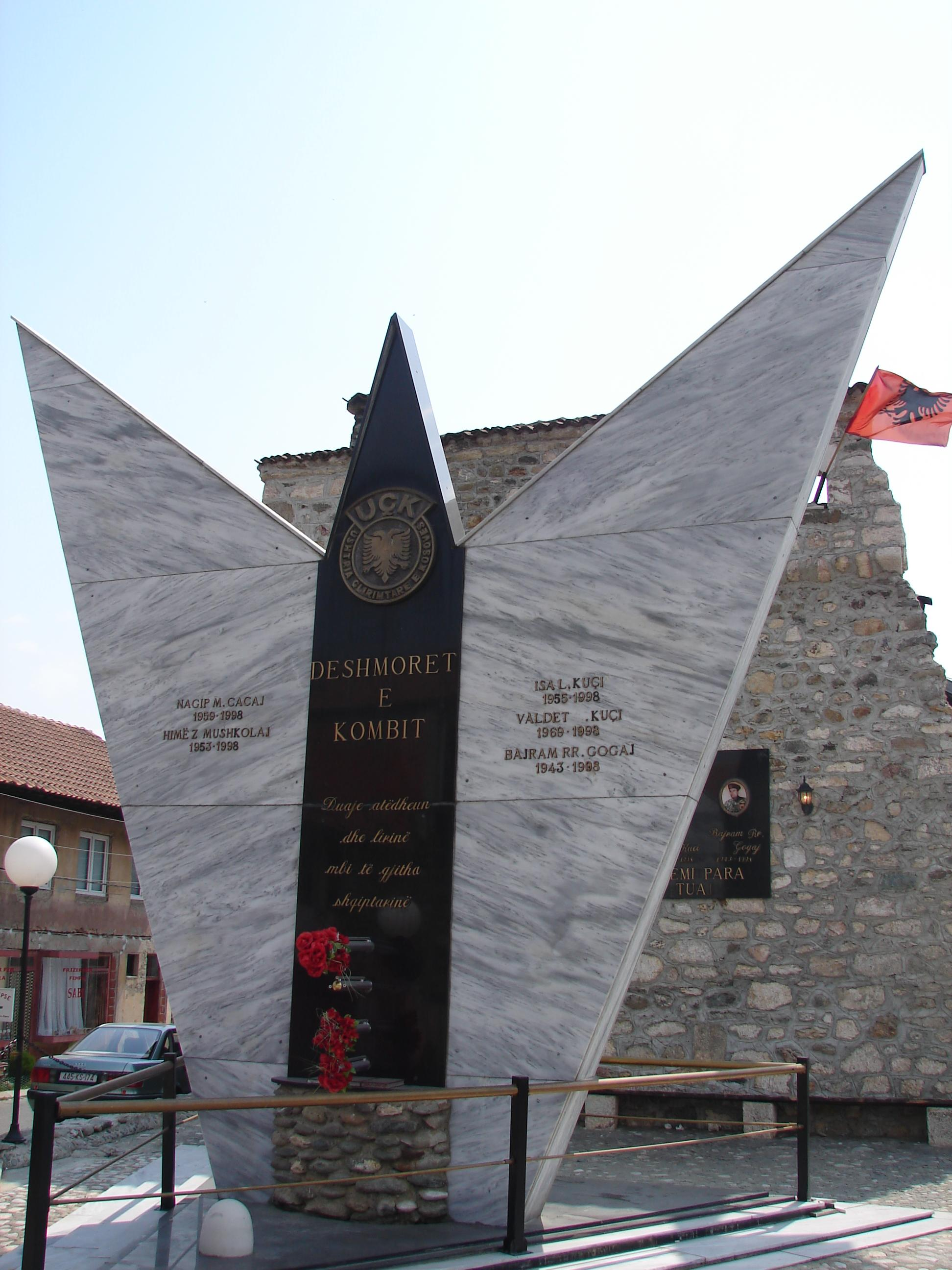
یادمان ارتش آزادی‌بخش کوزوو

ارتش آزادی‌بخش کوزوو (به آلبانیایی: Ushtria Çlirimtare e Kosovës نام اختصاری UÇK) یک سازمان نظامی جدایی‌خواه از ملی‌گرایان آلبانیایی‌تبار کوزوو بود که در دهه ۱۹۹۰ با هدف استقلال کوزوو از جمهوری فدرال یوگسلاوی تشکیل شد.
عملیات سرکوب گسترده این گروه توسط نیروهای مسلح یوگسلاوی و شبه‌نظامیان صربِ کوزوویی در سال‌های ۹–۱۹۹۸ ناتو را برانگیخت تا برای پیشگیری از یک نسل‌کشی قریب‌الوقوع به یوگسلاوی حمله‌ور شود. یورش ناتو به یوگسلاوی در سال ۱۹۹۹ به عقب‌نشینی نیروهای دولت مرکزی و تشکیل یک حکومت موقت به سرپرستی سازمان ملل در کوزوو منجر شد. کوزوو از آن پس در عمل از یوگسلاوی جدا شد و در سال ۲۰۰۸ اعلام استقلال کرد.
ارتش آزادی‌بخش کوزوو در سال ۱۹۹۹ پس از خروج نیروهای دولت مرکزی از کوزوو اعلام انحلال کرد و بعضی از اعضای آن به گروه‌های شبه‌نظامی دیگر از جمله شبه‌نظامیان جدایی‌طلب آلبانیایی‌تبار مقدونیه یا به ارتش و پلیس دولت کوزوو پیوستند.

## تاریخچه

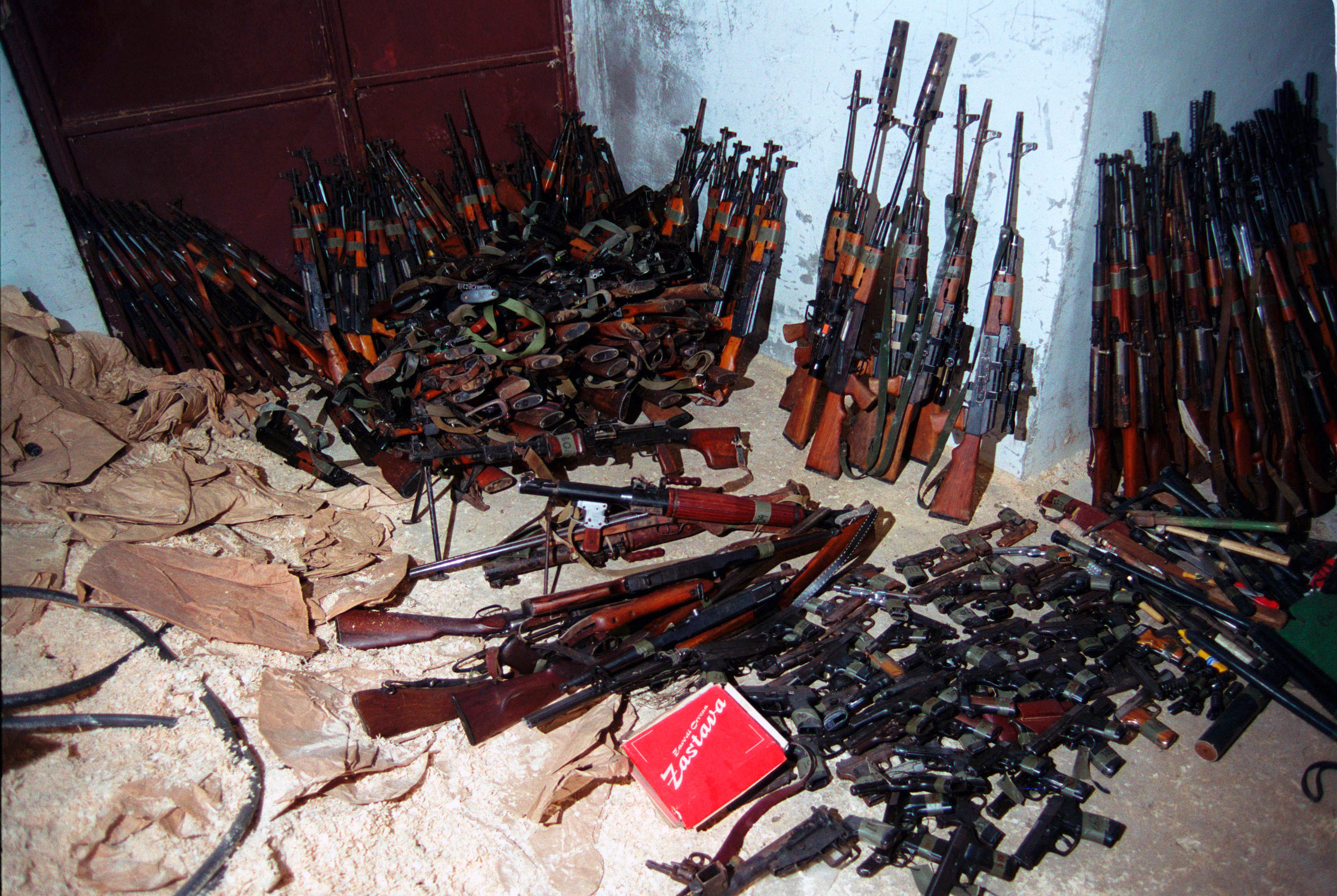
سلاح‌های ضبط‌شده از ارتش آزادی‌بخش کوزوو

در فوریه ۱۹۹۸ پلیس صربستان برای سرکوب ارتش آزادی‌بخش کوزوو وارد عمل شد. این گروه کنترل منطقه «درنیکا» را در دست گرفته و از آن برای سربازگیری استفاده می‌کرد اما با وجود نام پرطمطراقش تنها چندصد جنگجو در هسته مرکزی خود داشت. پلیس صربستان با آگاهی از این ضعف به جای استفاده از واحدهای ضدچریکی دارای آموزش حرفه‌ای در ابعاد گسترده تنها با پلیس محلی و نیروهای ارتش فدرال به پایگاه‌های ارتش آزادی‌بخش کوزوو حمله‌ور شد. هدف صرب‌ها این بود تا از اهمیت یافتن این گروه جلوگیری کنند اما نتیجه عملی استفاده از سربازان عادی خسارت بسیار و کشتار غیرنظامیان بود که موجب جلب توجه همگانی و شهرت ارتش آزادی‌بخش کوزو شد. سربازان عادی تنها تاکتیک «زمین سوخته» را می‌شناختند و به سوی هر مظنونی شلیک می‌کردند. عملیات پلیس دولتی برای از بین بردن یک خانواده کشاورز مسلح کمتر از ده نفره بیش از ۴۸ ساعت طول کشید و موجب مرگ بیش از ۴۰ غیرنظامی از جمله زن و کودک شد. انتشار خبر این ماجرا باعث شد تا بسیاری از جوانان آلبانیایی چه در کوزوو و چه در کشورهای اروپایی کار خود را رها کرده و به پایگاه‌های مخفی ارتش آزادی‌بخش کوزوو روانه شوند. به‌طوری‌که چند ماه بعد این ارتش از ۳۰ هزار جنگجو برخوردار بود هرچند بیشتر آن‌ها افراد عادی بودند که تنها سلاح شخصی، معمولاً کلاشنیکف، با خود داشتند. ساختار غیرمتمرکز، آماتور و مخفیانه این نیروها باعث می‌شد تا بیشتر به تفنگ‌های شخصی متکی بوده و بجز آن فقط به راکت‌اندازهای دوش‌پرتاب ضدتانک که اغلب از انواع ابتدایی بودند، و تعداد کمی خمپارههای کالیبر کوچک مسلح باشند و البته در کمال تعجب مین‌های زمینی نیز مورد استفاده وسیع آن‌ها قرار گرفت.
در اوایل تابستان ۹۸ تلاش ارتش آزادی‌بخش برای تصرف یک شهر بزرگ ناکام ماند و پس از آن نیروهای یوگسلاوی عملیات نهایی خود را برای نابودی آن‌ها آغاز کردند. ضعف فرماندهی و سازماندهی جنگی و فقدان پشتیبانی و تاکتیک‌های خام نیروهای آماتور ارتش آزادی‌بخش باعث شد تا صرب‌ها کار دشواری در شکست آن‌ها نداشته باشند اما خشونت بیش از اندازه نیروهای دولتی ارتش آزادی‌بخش و استقلال‌طلبان کوزوو را از نابودی کامل نجات داد. ارتش یوگسلاوی به جای آن‌که فقط جنگجویان مخالف را سرکوب کند روستاهایی را که پایگاه احتمالی جدایی‌خواهان بود از بین می‌برد و حدود ۱۰۰ هزار نفر را آواره ساخت. زنگ خطر پاکسازی قومی مشابه نسل‌کشی جنگ بوسنی جامعه بین‌المللی را به حرکت درآورد و تهدید ناتو به بمباران صرب‌ها اسلوبودان میلوشویچ رهبر وقت صرب‌ها را مجبور کرد تا با ریچارد هالبروک نماینده آمریکا در مورد توقف عملیات‌های نظامی به توافق برسد. این آتش‌بس تا زمستان دوام آورد اما در واقع هم برای صرب‌ها و هم برای آلبانیایی‌های کوزوو فرصتی برای بازسازی قوا بود.